# Lemniscomys hoogstraali
Lemniscomys hoogstraali — вид гризунів родини мишеві (Muridae). Цей вид відомий тільки з одного населеного пункту у провінції Верхній Ніл на сході Південного Судану. Вид мешкає у вологій савані. Про спосіб життя нічого не відомо.